# Hydrografisch proefbassin
Een hydrografisch proefbassin is een bassin of tank dat wordt gebruikt om watermeetkundige tests uit te voeren met scheepsmodellen. Met als doel later het schip op ware grootte te kunnen bouwen of om een reeds bestaand schip zijn werking op zee te verbeteren.
Een hydrografisch proefbassinbedrijf werkt als aannemer voor de betrokken scheepswerven. Het voert hydrografische modeltesten uit en doet berekeningen om het ontwerp van een nieuw schip te ondersteunen.

## Soorten proefbassins
- sleepbassin: Dit bassin is enkele meters breed en honderden meters lang. Uitgerust met een trekkende wagon die naar beide kanten van het bassin getrokken kan worden. De wagon kan zowel het scheepsmodel voorttrekken, als een zelf aangedreven model volgen. De wagon is uitgerust met computers en meetapparatuur. Het sleepbassin is ook geschikt om het manoeuvreergedrag te bepalen van het schaalmodel. Bij deze test is het schaalmodel onderworpen aan een aantal zigzag-manoeuvres met verschillende roerhoek. Het bassin kan ook uitgerust zijn met een golfgenerator om de zeewaardigheid van het model te testen.
- cavitatietunnel: Deze tunnel wordt gebruikt om scheepsschroeven te testen. Dit is een rechtopstaand watercircuit met enorme pijpdiameters. Bovenaan het gebouw bevinden zich de meetfaciliteiten. De schroef wordt bevestigd op een dynamometer. Zo kan men het koppel meten op verschillend toerental. Er kan ook bepaald worden of de schroef onderhevig is aan cavitatie.
- ijsbassin: Dit bassin wordt gebruikt bij de bouw van een ijsbreker. Weerstand en de nodige machinekracht worden hier berekend, afhankelijk van de dikte van het ijs. Ook krachten van het ijs op offshore installaties kunnen in dit bassin worden bepaald.

Wereldwijd worden hydrografische proefbassins georganiseerd door het ITTC (International Towing Tank Conference) om de modelprocedures te standaardiseren.